# Колективна свідомість
Колекти́вна свідо́мість (англ. consciense, collective; нім. Kollektivbewusstsein) за Е. Дюркгаймом — духовна єдність суспільства, яка не є простою сумою індивідуальних свідомостей, існує незалежно від них у вигляді соціальних факторів (звичаїв, моралі, права, традицій, знань і т. д.), що надає сильний вплив на індивідуальну свідомість. Колективна свідомість створює моральне суспільне середовище, що змушує людей приймати способи дії і мислення, поширені в даному суспільстві. Форми Колективної свідомісті: Колективні уявлення, колективні почуття.
Індивіди притягуються один до одного завдяки спільним віруванням і подібним почуттям. Останні і складають умови існування колективу, найважливішу передумову їхнього духовного буття. Чим більше колективна свідомість як «голос громадської совісті» регламентує соціальне життя суспільства, тим сильніший і міцніший зв'язок індивіда з групою.

Малі частини суспільства, організовані всередині себе також прагнуть до цілісності та солідарності, як і суспільство в цілому; в них розвивається групова свідомість.
Від ступеня солідарності залежить стан суспільства — нормальний або патологічний. Дюркгайм ввів нове поняття для соціології — аномія (патологія суспільства) — відчуття відсутності норм, що виникає в перехідні і кризові періоди, коли старі норми і цінності перестають діяти, а нові ще не встановилися.

## Механізми функціонування
На сьогодні встановлено лише деякі закономірності функціонування суспільної свідомості. 
Особливістю суспільної свідомості є більший ступень викривлення об'єктів, що відображаються. Разом, люди думають і діють дещо по-іншому, ніж кожен окремо. Тут беруть верх емоції над розумом. Взагалі-то, колективна психіка має особливу енергетику, що проявляє приховану людську деструктивність, актуалізує низькі потяги й безпричинну агресію, санкціонує вибір хибного шляху. Окрім цього, суспільна свідомість із певним запізненням реагує на події, явища, зміни у суспільстві. Звідси випливає наступна характерна ознака — консервативність суспільної свідомості, зберігання досвіду минулих поколінь у виді суспільної ідеології і психології.
Суспільна свідомість, деформована у криміногенному відношенні, зветься кримінально зараженою. При цьому, деформованими є окремі компоненти суспільної свідомості, а не ї сукупність, ціле.